# Dariusz Pazderski
Dariusz Dawid Pazderski – polski inżynier, doktor habilitowany nauk technicznych. Specjalizuje się w robotyce. Adiunkt w Instytucie Automatyki i Robotyki Wydziału Informatyki Politechniki Poznańskiej.
Automatykę i robotykę ukończył na Politechnice Poznańskiej w 2002 (specjalizacja: robotyka; tytuł pracy: Zastosowanie kontrolera MSP430 w wybranych urządzeniach pomiarowych). Stopień doktorski uzyskał w 2007 na podstawie pracy pt. Zastosowanie oscylatora kinematycznego do zadań sterowania dla pewnej klasy układów nieholonomicznych, przygotowanej pod kierunkiem prof. Krzysztofa Kozłowskiego. Habilitował się w 2017 na podstawie dorobku naukowego i cyklu publikacji pt. Nieróżniczkowalne i gładkie techniki sterowania ruchem układów nieholonomicznych w robotyce.
Artykuły publikował w takich czasopismach jak m.in. „International Journal of Applied Mathematics and Computer Science" oraz „Journal of Intelligent & Robotic Systems".